# Gottfried Eisenmann

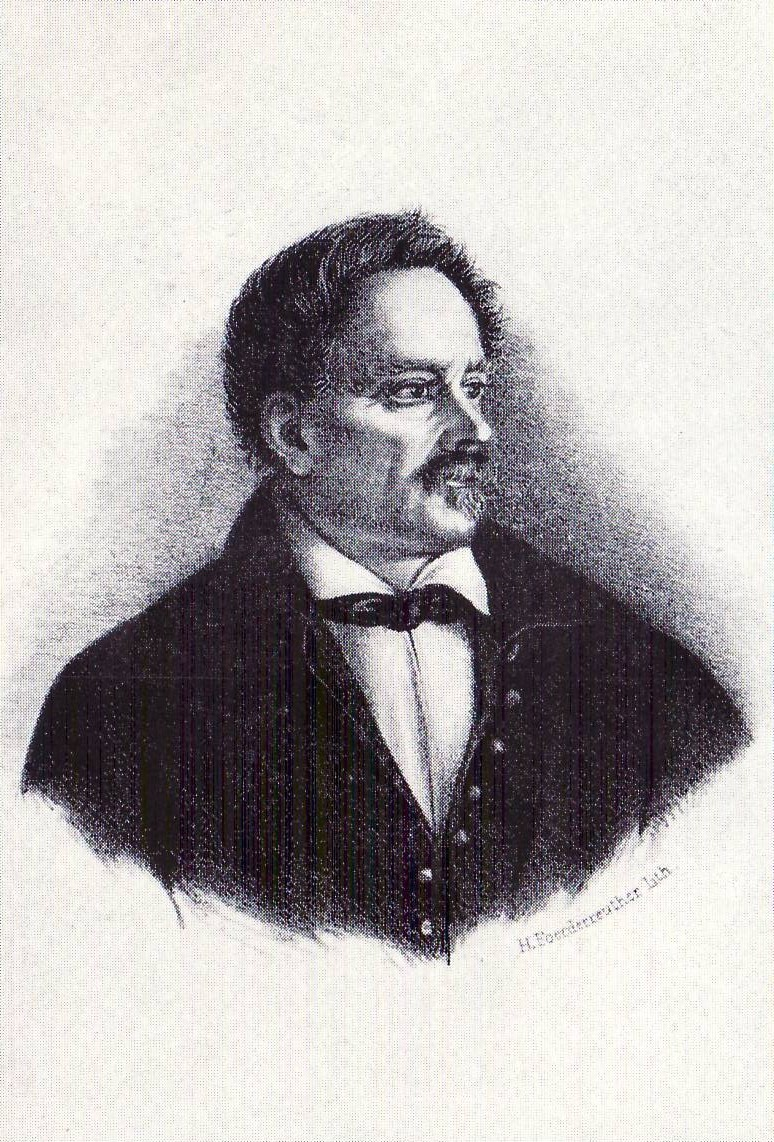
Gottfried Eisenmann, vor 1851

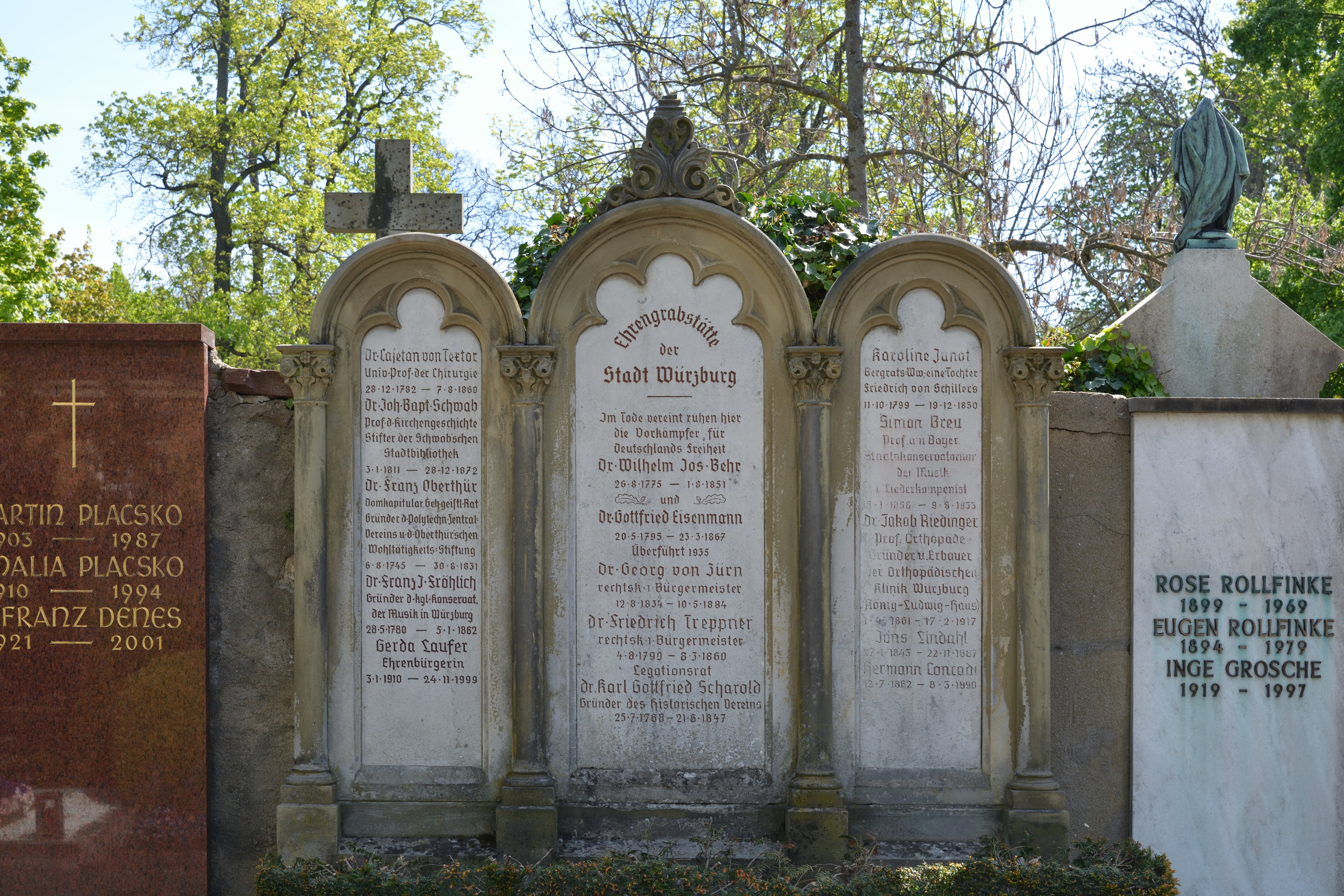
Ehrengrab auf dem Hauptfriedhof Würzburg

Johann Gottfried Eisenmann (* 20. Mai 1795 in Würzburg; † 23. März 1867 ebenda) war ein deutscher Arzt, Politiker, politischer und medizinischer Publizist und medizinischer Schriftsteller.

## Leben und Werk
Gottfried Eisenmann, Sohn eines Würzburger Schuhmachermeisters, begann 1810 mit dem Studium der allgemeinen Wissenschaft in der Philosophischen Fakultät an der Universität Würzburg, schloss mit Erfolg ab und widmete sich anschließend ab Herbst 1812 dem Studium der Rechtswissenschaft.
1814 trat er dem Freiwilligen Jägerbataillon bei, wurde Fourier, später im 12. Bayerischen Linien-Infanterieregiment Bataillons-Rechner. Als er Ende des Jahres 1816 wieder aus dem Heer entlassen wurde, nahm er das Studium der Heilkunde auf. 1820 schloss er sein Medizinstudium mit Promotion und Staatsexamen ab, wirkte zunächst als Assistenzarzt am Würzburger Armeninstitut und ab 1823 in eigener Praxis. In Johann Lukas Schönleins Klinik im Würzburger Juliusspital lernte Eisenmann dessen naturhistorische Lehre kennen, schloss sich ihr an und vertrat sie zeit seines Lebens gegen andere medizinische Auffassungen, teils sogar polemisch, wie gegenüber der auf Schellings Naturphilosophie basierenden Schule, aber auch 1842/45 in seiner Auseinandersetzung mit Wilhelm Griesinger.
Für die Naturhistorische Schule (1825–1845) war die Beobachtung die erste und wichtigste Quelle der Nosologie. Die Waage, das Elektrometer, der Apparat der chemischen Reagenzien, das Mikroskop – all diese Dinge waren für sie von großer Bedeutung. 1830 erschien in Würzburg Eisenmanns Buch Der Tripper in allen seinen Formen und allen seinen Folgen. Das Thema ist umfassend behandelt: Eigene Erfahrungen und Werke anderer Autoren werden berücksichtigt, Symptome, Verlauf und Therapie werden dargestellt. Das Werk, mit dem Eisenmann sich einen medizinischen Ruf schuf, war Die vegetativen Krankheiten und die entgiftende Heilmethode, das er im vierten Jahr der Münchener Untersuchungshaft abschloss (Erlangen 1835). Hier legte er seine Lehre dar, die ihren besonderen Ausdruck in seinem nosologischen System und in der entgiftenden Heilmethode findet.
Eisenmann unterschied die künstlichen und die natürlichen Krankheitssysteme. Den künstlichen Systemen wurde im Allgemeinen ein einziges Merkmal als Einteilungsgrund unterlegt, z. B.
a) nach der Krankheitsdauer: akut oder chronisch
b) nach der Örtlichkeit, also den Körperteilen (nach ihm die für wissenschaftliche Zwecke schlechteste)
c) nach chemischen Rücksichten: saure oder basische Beschaffenheit der krankhaften Absonderungen
d) nach physiologischen Prinzipien: durch äußere und innere Reize bewirkt; Krankheiten der sensiblen, der irritablen und der reproduktiven Verrichtungen; als Krankheiten des Blutes oder der Vegetation.
Eisenmann war der Auffassung: Das Leben ist an sich eins und unteilbar. Der menschliche Organismus lässt drei Dimensionen erkennen:
1. eine bestimmte Gestalt, analog den Fossilien und Kristallen.
2. eine Tätigkeit, die in der Pflanzenwelt den Stoffwechsel unterhält (vegetativ).
3. Funktionen der Selbständigkeit und Freitätigkeit (sensitiv und geistig).
Analog dazu unterschied er drei Krankheitsklassen:
I. Klasse: Krankheiten der Kristallisation, anatomische Krankheiten, Morphosen.
II. Klasse: Krankheiten der Vegetation, Phytosen oder vegetative Krankheiten.
III. Klasse: Krankheiten der Animalisation, Neurosen oder sensitive Krankheiten.
Diese Durchführung des Eisenmannschen Krankheitssystems weist natürlich die Vorzüge und Fehler jeder strengen und konsequenten Systematik auf. Obwohl Eisenmann noch nicht völlig frei von naturphilosophischem Gedankengut war, zeigt sich doch im Bewusstsein der Begrenztheit seines Wissens und der Möglichkeit zu irren, sowie im Beobachten und Ordnen ein Streben nach naturwissenschaftlicher Grundlage für die Medizin. 1835 betonte er auch schon eindringlich die Wichtigkeit der Auskultation und Perkussion.
In seinem Werk Die Wundfieber und die Kindbettfieber (Erlangen 1837) benannte er die Infektion der Wundfläche des Uterus als Ursache. Für weitere Folgerungen fehlte ihm die praktische Erfahrung. Schließlich wies Eisenmann auch auf die Wichtigkeit der Obduktionsbefunde hin, so z. B. in seiner Streitschrift gegen Griesinger und in seinem 1842 erschienenen Buch Die Hirnerweichung (144 Seiten, Leipzig). Die naturhistorische Schule und mit ihr Eisenmann erkannten die Ansteckung als mit „Contagium animatum“, als einer lebenden und zur Fortpflanzung fähigen Materie verbunden. Durch Desinfektion sollten die Contagien abgetötet werden. Denn als Hauptaufgabe des Arztes erklärte Eisenmann, das Krankheitsgift (als die Krankheitsursache) aus dem Körper zu entfernen. Ihr widmete er die entgiftende Heilmethode, zu deren Ausbildung er mit seiner Schrift Hinweise geben wollte. Klinische Beobachtungen und Experimente waren die Wege, die er für die weitere Ausbildung seiner spezifischen Heilmethode forderte.
Eisenmann ist ein Mittler, dessen Weg von der parasitären über die nosologisch-klassifikatorische zur naturwissenschaftlich-diagnostischen Medizin führt. Während seiner über fünfzehn Jahre währenden Haftzeit unter strengen Bedingungen und bei angegriffener Gesundheit hatte Eisenmann kaum Gelegenheit zu praktizieren und auch danach wurde er nie mit einer amtsärztlichen Funktion oder Vorlesungen betraut. Nach dem Rücktritt aus der Nationalversammlung widmete Eisenmann sich, wie schon während seiner Haftzeit, der medizinischen Schriftstellerei. Unter anderem gab er von 1843 bis 1850 mit Carl Friedrich Canstatt, nach dessen Tode alleine, und seit 1853 zusammen mit Rudolf Virchow und Johann Joseph von Scherer den Jahresbericht über die Leistungen und Fortschritte der gesamten Heilkunde heraus, wofür Eisenmann auch selbst zahlreiche Artikel verfasste. Aufgrund von Krankheit musste er 1866 den Posten als verantwortlicher Herausgeber der Jahresberichte abgeben.
1848 hatte Eisenmann seine Jugendliebe Anna Maria Margarethe Eleonore Kiffert geheiratet; die Ehe blieb kinderlos. Er starb am 23. März 1867 nachmittags und wurde auf dem Würzburger Friedhof beigesetzt.

## Politische Laufbahn
1817 war Eisenmann Teilnehmer des Wartburgfestes und empfing dort den Impuls zur Gründung der ersten Würzburger Burschenschaft. Zusammen mit früheren Jenaer Burschenschaftern vertrat er in der Studentenverbindung Bavaria die burschenschaftlichen Parteien und gründete am 27. Juni 1818 die Burschenschaft Germania zu Würzburg, die zu Beginn eine Stärke von 131 Mann hatte und der sich 1818 auch der Medizinstudent Carl Friedrich von Marcus anschloss. Nach deren Verbot 1819 gehörte er 1821 bis 1823 dem geheimen Jünglingsbund an, auf dessen Tagungen er sich als Sprecher für die Herbeiführung von Einheit und Freiheit Deutschlands nicht durch Gewalt, sondern auf dem Wege der Überzeugung durch Einwirkung auf das Volk mittels Rede und Schrift aussprach. Infolge einer Denunziation durch den Theologiestudenten Dietz wurde Eisenmann am 19. März 1824 in Würzburg verhaftet und kam für dreizehn Monate in Untersuchungshaft nach München, bis er durch ein Gerichtsurteil freikam. Jedoch stand Eisenmann weiterhin unter Polizeiaufsicht und durfte sich ein Jahr lang nicht in Universitätsstädten aufhalten. So praktizierte er 1825 zunächst in Hammelburg und schließlich bis 1832 in Würzburg.
Seit Januar 1829 war Eisenmann neben den Professoren Johann Adam von Seuffert und Sebald Brendel Mitherausgeber unter anderem des in Würzburg erscheinenden Bayerischen Volksblattes, eines konstitutionell-monarchisch ausgerichteten, sich für Pressefreiheit einsetzenden „unabhängigen“ Oppositionsblattes, welches das Hauptorgan der Liberalen in Bayern war. Infolge der bayerischen Zensurverordnung von 1831 verschärfte er seine Oppositionshaltung. Seine Teilnahme am Hambacher Fest 1832, an dem auch sein Lehrer Schönlein und der liberale Würzburger Oberbürgermeister Wilhelm Joseph Beer teilnahmen, und das Konstitutionsfest in Gaibach gaben der Regierung Anlass zu nochmaligem Einschreiten gegen Eisenmann, der von seinen Anhängern demonstrativ als „Frankenherzog“ bezeichnet wurde, immer polizeilich beobachtet worden war. 1832 wurde die Zeitung verboten und Eisenmann war vom 21. September 1832 bis 1836 erneut in Untersuchungshaft in München. 1836 wurde er unter Anklage des Hochverrats – begangen durch Verfassen sowie Verbreitung umstürzlerischer Schriften – und der Majestätsbeleidigung zu einer Zuchthausstrafe unbestimmter Dauer verurteilt. Er ist im Schwarzen Buch der Frankfurter Bundeszentralbehörde (Eintrag Nr. 360) festgehalten. Bis zu seiner Begnadigung 1847 verbüßte er diese erst in der Veste Oberhaus bei Passau, 1843/44 vorübergehend auf der Wülzburg bei Weißenburg, wo ihm das raue Klima besonders zusetzte, und schließlich in der Festung Rosenberg bei Kronach. Im März 1848, nach dem Sturz Ludwigs I., wurde Eisenmann vollständig rehabilitiert und erhielt auf Beschluss der Ständeversammlung vom 4. Juli 1848 eine Entschädigung vom bayerischen Staat.
Von seinen zahlreichen politischen Schriften fanden zwei Schriften besonders weite Verbreitung:
- die 1848 erschienenen Ideen zu einer Teutschen Reichsverfassung, worin er sich unter anderem aussprach für einen deutschen Bundesstaat mit wechselndem Oberhaupt und für die Ministerverantwortung gegenüber der Volkskammer.
- Politisches Bekenntniß des Dr. Eisenmann, in dem er sich aussprach für die Bildung von Versicherungsanstalten, die Arbeiter bei Krankheit, Arbeitsunfähigkeit und unverdienter Arbeitslosigkeit unterstützen sollten[31]. 1848 wurde Eisenmann von Nürnberg, das ihn zum Ehrenbürger ernannt hatte, in das Vorparlament geschickt, das ihn auch in den Fünfzigerausschuss entsandte. Eisenmann war vom 18. Mai 1848 bis zum 30. Mai 1849 Abgeordneter für Würzburg in der Frankfurter Nationalversammlung, gehörte ab 19. Mai 1848 der Revisionskommission zur Vorberatung über die von der vorbereitenden Kommission abgeschlossenen Verträge an und ab 23. Mai 1848 dem Zentralausschuss für die Prüfung der Wahlen. Zunächst schloss er sich dem Casino an, bezeichnete sich aber selbst als parteilos, wechselte vom rechten Zentrum bis zur Linken über und wurde schließlich Vorstandsmitglied des Centralmärzvereins. Eisenmann blieb in Frankfurt seiner liberalen konstitutionell-monarchischen Gesinnung mit dem Hauptziel einer föderativen Einigung Deutschlands treu und stimmte gegen die Wahl des preußischen Königs zum Kaiser der Deutschen. Angriffen von rechts und links ausgesetzt, als „Sonderling und politischer Einsiedler“[32] angesehen, sprach er sich gegen ein Erbkaisertum und gegen die Verlegung des Parlaments nach Stuttgart aus und legte noch vor dieser sein Mandat nieder.[33]

## Schriften (Auswahl)
- Über erfolgreiche Behandlung einer Blattern-Epidemie. 1828.
- Oeffentliche Antwort des Dr. Eisenmann auf einen vom Herrn Prof. Dr. Vend erhaltenen Brief. Richter, Würzburg 1829.
- Dr. Eisenmanns öffentliche Correspondenz mit seinem Freund und Gönner, dem Herrn Prof. Dr. Vend. 2. Büch’l, welches zugleich d. Sektions-Bericht über den Schlossermeister Debon enthält. Richter, Würzburg 1829.
- Der Tripper in allen seinen Formen und allen seinen Folgen. Würzburg 1830.
- Die Kindbettfieber. Ein naturhistorischer Versuch. Erlangen 1834.
- Die Krankheitsfamilie Pyra.(Schleimhautexantheme), 2 Bände. Erlangen 1834.
- Die vegetativen Krankheiten und die entgiftende Heilmethode. Erlangen 1835.
- Die Krankheitsfamilie Typhus. Würzburg 1835.
- Die Krankheitsfamilie Cholesis. Würzburg 1836.
- Die Hirnerweichung. Leipzig 1842.
- Die naturhistorische Schule und ihre Gegner. In: Heinrich Haeser (Hrsg.): Archiv für die gesammte Medicin. Band 4, 1843, S. 493–519.
- Jahresberichte über die Leistungen und Fortschritte der gesamten Heilkunde. 1843–1866.
- Ideen zu einer teutschen Reichsverfassung. Erlangen 1848.
- Politisches Bekenntniß des Dr. Eisenmann. (1848).